# Santaloides pulchellum
Santaloides pulchellum là một loài thực vật có hoa trong họ Connaraceae. Loài này được (Planch.) Kuntze miêu tả khoa học đầu tiên năm 1891.